# Wine
Wine是一个容許类Unix操作系统在X Window System運行Microsoft Windows程式的軟體。另外，Wine也提供程序运行库（Winelib）来帮助计算机程序设计师将Windows程序移植到类Unix系统；也有不少软件经过Wine测试后发布，比如Picasa、µTorrent、MediaCoder。
Wine通过提供一个兼容层来将Windows的系统调用转换成与POSIX标准的系统调用。它还提供了Windows系统运行库的替代品和一些系统组件（像Internet Explorer，注册表，Windows Installer）的替代品。为了避免版权问题，Wine主要使用黑箱測試逆向工程来编写。
Wine 项目曾经的名称是全大写的WINE, 为“Wine Is Not an Emulator”的遞迴縮寫，即Wine不是模擬器。这一遞迴縮寫曾被用户错误的理解成“Windows Emulator”。因为项目官方团队认为旧的WINE全大写缩写不美观，转而使用Wine这一名称。

## 發展
Wine計劃在1993年由Bob Amstadt及Eric Youngdale發起，最初目的是為了讓16位元Windows 3.1程式可以在Linux上執行，但隨著電腦和時代的演進，Wine也一路支援到更新的Windows和64位元的電腦架構。
由於Windows的DLL为封閉原始碼，所以程式設計師只能由最底層的設計開始，耗費大量的時間來編寫和測試，最後達至兼容，這過程是困難且緩慢的。
在1999年期間，當Corel加入這個計劃後，Wine很快便能兼容WordPerfect Office，但Corel不久便停止支持這項計劃，所以Wine的發展又逐漸趨緩，一直到2006年Google積極參與這個計劃後，Wine的發展才又恢復起色，最後終於在2008年發佈首個穩定版，其後便以每兩週發佈一個新版的速度發展著，除此之外，Google每年所舉辦的夏日程式碼大賽活動也對Wine有著不少貢獻。
Wine雖然是從Linux開始發展，但現在已經支援多種平台，有BSD、Mac OS X與Solaris-x86，在2013年的自由及開源軟體開發者歐洲會議上，Wine的項目領導人Alexandre Julliard表示目前將積極支援Android平台。

随着时间的应用适配过程，根据Wine AppDB测试结果。
完美工作的软件
配置后完美工作的软件
有小问题的软件
有主要问题的软件
完全不工作的软件

## 功能
在2008年，Wine已經能夠完美運行很多知名程式，例如Lotus Notes及Microsoft Office 2007，Photoshop CS2，但其可靠性及穩定性仍有待改善。如果該程式包含原生的微軟Windows系统的函式庫，那樣Wine便可很順利運行該程式。
有些Wine DLLs亦已能完美地取代Windows原來的DLLs，使得有些程式可完美運行。
最晚到2006年，Wine上面已经可以完全基于Wine DLL完美地运行暴雪发行的多款3D游戏了，如魔兽世界、魔兽争霸等。

### 64位应用
在2008年12月，Wine 1.1.10增加了对64位Windows应用的初步支持。截至 2019 年 4 月，此支持被认为是稳定的。两个版本的Wine分开构建，致使只构建wine64会产生一个只能运行x86-64应用的环境。
截至 2019 年 4 月，Wine稳定支持一个WoW64构建版本，它允许32位和64位Windows应用在同一个Wine实例里运行。要完成这样的构建，必须首先构建 64 位版本，然后再构建引用 64 位版本的 32 位版本。 就像微软的 WoW64 一样，32 位构建过程将在 64 位构建中添加处理 32 位程序所需的部分。最晚从 2010 年开始就可以看到此功能。

## 版本
| 版本 | 發行日期   | 釋出資訊 |
| ---- | ---------- | --- |
| 1.0  | 2008-05-27 | |
| 1.2  | 2010-07-16 | |
| 1.4  | 2012-03-07 | |
| 1.6  | 2013-07-18 | |
| 1.8  | 2015-12-19 | |
| 2.0  | 2017-01-24 | |
| 3.0  | 2018-01-18 | - 支持 Direct3D 10 和 Direct3D 11。 - The Direct3D command stream. - 安卓图形驱动。 - 增强 DirectWrite 和 Direct2D 支持。             |
| 4.0  | 2019-01-22 | - 支持Vulkan。 - 支持Direct3D 12。 - 支持游戏控制器。 - 安卓上支持高DPI。                                                             |
| 5.0  | 2020-01-21 | - PE格式的内建模块。 - 支持多显示器。 - 重新实现XAudio2。 - 支持Vulkan 1.1。                                                          |
| 6.0  | 2021-01-14 | - PE格式的核心模块。 - WineD3D采用Vulkan后端。 - 支持DirectShow和Media Foundation。 - 重新设计文字控制台。                            |
| 7.0  | 2022-01-18 | - 大部分模块转换成PE格式。 - 更好的主题支持，和一个有更现代的外观的捆绑主题。 - 大大改进了 HID 堆栈和操纵杆支持。 - 新的 WoW64 架构。 |

## 輔助工具
- Cedega為Transgaming開發的商業軟體，以Wine為基礎，在Wine更換授權後停止使用Wine的原始碼，雖然有Cedega提供原始碼下載（經由CVS），但在不包含專利技術的情形下，功能與可用性都不高。
- CrossOver為CodeWeavers開發的商業軟體，提供應用軟體支援，CodeWeavers和Wine計畫一直保有密切的合作關係。CodeWeavers亦僱用了Alexandre Juillard將CrossOver的原始碼回饋給Wine。在2005年6月22日，CodeWeavers宣布支持基於英特爾處理器的蘋果電腦。
- PlayOnLinux輔助安裝程式，支援非常多的商用應用程式，對於應用程式的安裝經過最佳化，所以幾乎不用設定。
- Winetricks可以對wine的選項進行更多設定與微調，也可以安裝一些基本元件。

### 分支
- Proton是由Valve與CodeWeavers所開發維護的程式。
- ReactOS是一款模擬Windows的作業系統，和Wine有相當密切的合作，所開發的元件很多都能共用。

## 外部連結
- 官方网站